# Nooit meer verkering
Nooit meer verkering is een single van Gerard Cox. Het is afkomstig van zijn album Andere noten.
Nooit meer verkering is een Colombiaans volksliedje La Mucura, dat bewerkt is door Paul Natte en Eddy Ouwens. De Nederlandse tekst is van Cox zelf en zijn pianist Bert Nicodem. Cox, zelf ooit loslatend zichzelf niet geschikt te zijn voor het huwelijk, ontraadt zijn vrienden nog aan de vrouw te gaan. Ouwens verzorgde ook de achtergrondzang, samen met ex-eurovisiesongfestivalzanger Humphrey Campbell.
De B-kant is Ik wil van je af, een cover van It's time to say goodbye, geschreven door Michael Bradley, Wild en Ricardo Clark. De Nederlandse tekst is van Cox. Het arrangement werd hier verzorgd door (ook songfestivalschrijver) Piet Souer. De saxofoonsolo is van Gerbrand Westveen, ooit van Het Goede Doel. In het achtergrondkoor zongen Jody Pijper, Ingrid Simons, Dian Senders en Cees Stolk hun partijtjes mee.
De platenhoes werd geschoten door Govert de Roos.

## Hitnotering
Cox haalde na lange tijd droog te hebben gestaan weer eens een plaats in een hitparade, al zij het bescheiden.

### Nederlandse Top 40
Het stond vijf weken in de tipparade.

### NederlandseSingle Top 100
| Positie: | 84 | 81 | 78 | 76 | 88 | uit |